# Robert Varkonyi
Robert Varkonyi (New York, 7 oktober 1961) is een professionele pokerspeler uit de Verenigde Staten. In 2002 werd hij wereldkampioen door het Main Event van de World Series of Poker te winnen.
Tijdens de World Series of Poker 2009 werd er een speciaal Champions Invitational toernooi gespeeld met 19 eerdere winnaars van het Main Event. Varkonyi eindigde hierin als tweede, door uiteindelijk te verliezen van de wereldkampioen van 1983 Tom McEvoy.  

## World Series of Poker bracelets
| Jaar | Toernooi                 | Prijs      |
| ---- | ------------------------ | ---------- |
| 2002 | $10.000 No Limit Hold'em | $2.000.000 |